# Tuskegee (Alabama)
Tuskegee é uma cidade localizada no Estado americano de Alabama. Possui uma população de 11 846 habitantes (2000).

## Demografia
Segundo o censo americano de 2000, a sua população era de 11 846 habitantes.
Em 2005, foi estimada uma população de 11 590.